# Mišna Berura
Mišna Berura (hebrejsko שנה ברורה‎, slovensko Prečiščen nauk) je besedilo iz halahe (judovsko pravo), ki ga je napisal rabi Izrael Meir Kagan (1838–1933, Poljska), znan tudi po knjigi Hofec Haim (Hrepeneč po življenju). Knjiga je bila prvič objavljena leta 1904.
Kaganova Mišna Berura je komentar Orah haima, prvega dela Šulhan aruha, ki obravnava zakone, povezane z molitvami, sinagogo, šabatom in prazniki in povzema mnenja po-srednjeveških rabinskih avtoritet o tem delu.
Naslov Mišna berura je aluzija na del Devteronomija, v katerem Izraelu zapovedano,  da zapiše božje zapovedi z veliko in razločno pisavo na steno gore. 
Mišna Berura se običajno tiska v šest zvezkih skupaj z drugimi izbranimi komentarji. V delu so enostavne in posodobljene razlage in napotki  za vsakdanje vidike halahe. Na široko se je uporabljala kot referenca in v veliki meri nadomešča deli Hajei Adam (Človeško življenje) in Aruh HaŠulhan (podrobna razlaga Šulhan Aruha), najbolj avtoritativni deli o vsakdanjem življenju aškenaških Judov, zlasti tistih, povezanih s haredi ješiva.  Mišno Beruro spremljajo dodatne globoke razlage (Be'ur Halaha), reference (Ša'ar Hacijun) in dodatni komentarji (Be'er Hagola, Be'er Heitev  in Ša'arei Tešuva).

## Sklic
1. ↑  The Chofetz Chaim - Rabbi Yisroel Meir HaKohen. Pridobljeno 10. oktobra  2008.